# 月刊タイガース
月刊タイガース（げっかんタイガース）は、プロ野球セントラル・リーグの阪神タイガースが発行し、東洋紙業が編集、制作、印刷、販売する阪神タイガース球団の広報誌である。毎月1日発売。全国主要書店、阪神百貨店などの阪神タイガースショップ、阪神電車・Osaka Metro各売店、甲子園歴史館で販売している他、定期購読も受け付けている。創刊は1978年。
阪神タイガースの広報誌としては、当雑誌の創刊以前の1949年10月に「タイガース子供の会」の機関紙（誌）として『少年タイガース』が若林忠志の発案・編集により発行されたことがある。

## 節目の号
- 創刊号 - 1978年3月号
- 100号 - 1986年6月号
- 200号 - 1994年10月号
- 300号 - 2003年2月号
- 400号 - 2011年5月号
- 500号 - 2019年9月号

## 表紙登場回数ランキング
1978年3月号〜2019年9月号。複数の選手が登場している号については、メイン扱いのみを集計。
- 1位：真弓明信・掛布雅之・岡田彰布・和田豊 - 20回
- 5位：桧山進次郎 - 17回
- 6位：金本知憲 - 16回
- 7位：矢野燿大（輝弘）・新庄剛志・今岡真訪（誠）・赤星憲広 - 11回

## 主なコーナー
- クローズアップインタビュー - 選手の素顔に迫るインタビュー
- ストライプレポート - 大御所コラムニストによるレポート
- TIGERS PHOTO TOPICS - タイガースの戦いを写真で再現
- 猛虎新世紀の群像 - スポーツノンフィクション
- チームメイトに聞いてみよう - 特定選手のチームでの評判
- ポップントーク - 選手のオフトーク
- 嶋尾康史のシマ・しま日記
- ダイレクトメッセージ - 選手への応援メッセージ